# نمودار مودی
در مهندسی، نمودار مودی یا دیاگرام مودی (همچنین نمودار استانتون) یک نمودار بدون بعد است که ضریب اصطکاک دارسی-ویسباخ F D, عدد رینولدز و زبری سطح را برای جریان کامل توسعه‌یافته در یک لوله مدور مرتبط می‌سازد. می‌توان از این دیاگرام برای پیش‌بینی افت فشار یا سرعت جریان در چنین لوله ای استفاده کرد.

نمودار مودی نشان دهنده ضریب اصطکاک دارسی-ویسباخ f _{D} در برابر Reynolds number Re برای زبری نسبی مختلف ε / D رسم شده‌است

## تاریخچه
در سال ۱۹۴۴، لوئیس فری مودی ضریب اصطکاک دارسی-ویسباخ را در برابر عدد رینولدز Re برای مقادیر مختلف زبری نسبی ε / D طراحی کرد. این نمودار معمولاً با عنوان نمودار مودی یا دیاگرام مودی شناخته می‌شود. این دیاگرام نتایج کار Hunter Rouse را اما با انتخاب عملی تری از سیستم مختصات که توسط RJS Pigott , استفاده شده بود، نشان می‌دهد. اساس کار آنها تجزیه و تحلیل حدود ۱۰ هزار آزمایش از منابع مختلف بود. اندازه‌گیری جریان مایعات در لوله‌های زبر مصنوعی توسط J. Nikuradse در آن زمان خیلی جدید بود و نمی‌توانست در نمودار پیگوت گنجانده شود.
هدف این نمودار ارائه یک نمایش گرافیکی از نتایج کار CF Colebrook و CM White بود که فرمی کاربردی از منحنی انتقال را برای پل زدن بین جریان لوله‌های صاف و ناهموار هیدرولیکی، یعنی منطقه جریان نیمه آشفته ارائه می‌دهد.

## شرح
تیم مودی با استفاده از داده‌های موجود (از جمله داده‌های Nikuradse) نشان دادند که جریان سیال در لوله‌های زبر را می‌توان با چهار کمیت بی‌بعد (عدد رینولدز، ضریب افت فشار، نسبت قطر لوله و زبری نسبی لوله) توصیف کرد. آنها سپس یک نمودار واحد تولید کردند که نشان داد همه اینها بر روی یک سری خطوط مشترک می‌افتند، که اکنون به عنوان نمودار مودی شناخته می‌شود. این نمودار بدون بعد برای محاسبه افت فشار، {\displaystyle \Delta p} (پاسکال Pa) (یا کاهش ارتفاع انرژی، {\displaystyle h_{f}} (مترm)) و سرعت جریان درون لوله‌ها استفاده می‌شود. کاهش ارتفاع انرژی را می‌توان با استفاده از معادله دارسی-ویسباخ محاسبه کرد که در آن فاکتور اصطکاک دارسی {\displaystyle f_{D}} ظاهر می‌شود:
{\displaystyle h_{f}=f_{D}{\frac {L}{D}}{\frac {V^{2}}{2\,g}};}
سپس می‌توان افت فشار را به صورت زیر ارزیابی کرد:
{\displaystyle \Delta p=\rho \,g\,h_{f}}
یا مستقیماً از
{\displaystyle \Delta p=f_{D}{\frac {\rho V^{2}}{2}}{\frac {L}{D}},}
در اینجا {\displaystyle \rho } چگالی مایع، {\displaystyle V} سرعت متوسط در لوله، {\displaystyle f_{D}} ضریب اصطکاک از نمودار مودی، {\displaystyle L} طول لوله و {\displaystyle D} قطر لوله است.
این نمودار ضریب اصطکاک دارسی – ویسباخ {\displaystyle f_{D}}را در برابر عدد رینولدز Re برای انواع زبری‌های نسبی، نسبت میانگین ارتفاع زبری لوله به قطر لوله یا {\displaystyle \epsilon /D} ترسیم می‌کند.
نمودار مودی را می‌توان به دو رژیم جریان تقسیم کرد: آرام و آشفته. برای رژیم جریان آرام ({\displaystyle Re} ~<۳۰۰۰)، زبری اثر قابل تشخیصی ندارد و فاکتور اصطکاک دارسی-ویسباخ {\displaystyle f_{D}} توسط فرمول Poiseuille به صورت تحلیلی تعیین می‌شود:
{\displaystyle f_{D}=64/\mathrm {Re} ,{\text{for laminar flow}}.}
برای رژیم جریان آشفته، رابطه بین عامل اصطکاک {\displaystyle f_{D}} عدد رینولدز Re و زبری نسبی {\displaystyle \epsilon /D} پیچیده‌تر است. یک مدل برای این رابطه معادله Colebrook است (که یک معادله ضمنی بر اساس {\displaystyle f_{D}} است):
{\displaystyle {1 \over {\sqrt {f_{D}}}}=-2.0\log _{10}\left({\frac {\epsilon /D}{3.7}}+{\frac {2.51}{\mathrm {Re} {\sqrt {f_{D}}}}}\right),{\text{for turbulent flow}}.}

## ضریب اصطکاک فنینگ
این معادله نباید با معادله فنینگ اشتباه گرفته شود که در آن از ضریب اصطکاک Fanning, {\displaystyle f}، که برابر با یک چهارم عامل اصطکاک دارسی-وایزباخ {\displaystyle f_{D}} است استفاده می‌شود. در اینجا افت فشار عبارت خواهد بود از:
{\displaystyle \Delta p={\frac {\rho V^{2}}{2}}{\frac {4fL}{D}},}